# Мещеряков, Георгий Николаевич
Георгий Николаевич Мещеряков (18 марта 1921, Павлодар, Семипалатинская губерния, Киргизская АССР — неизвестно, Донецк) — бригадир шофёров Донецкого производственного объединения грузового автотранспорта Министерства автомобильного транспорта Украинской ССР. Герой Социалистического Труда (1974).

## Биография
Родился в 1921 году в Павлодаре, Семипалатинская губерния. В июле 1941 года призван в Красную Армию по мобилизации. Участвовал в Великой Отечественной войне в составе 75-го отдельного автотранспортного батальона, затем — в 555-го стрелкового полка 127-й стрелковой дивизии. Получил ранение. Демобилизовался в августе 1947 года в звании лейтенанта.
С 1963 года — бригадир шофёров Донецкого объединения грузового автотранспорта. Его бригада обслуживала в основном Очеретинский кирпичный завод № 25 и развозила кирпич на стройки промышленных и социальных объектов Донбасса. В течение нескольких десятилетий водил автопоезда на МАЗ-200 из нескольких прицепов, количество которых доходило до четырёх. За один рейс перевозил около 44 тонны груза (около 13600 кирпичей). За выдающиеся трудовые достижения по итогам работы в годы Семилетки (1959—1965) был награждён Орденом Трудового Красного Знамени и по итогам Восьмой пятилетки (1966—1970) — Орденом Ленина.
Бригада под его руководством досрочно выполнила коллективное социалистическое обязательство и плановые задания третьего года Девятой пятилетки (1971—1975) к 11 октября 1973 года. Указом Президиума Верховного Совета СССР от 23 января 1974 года удостоен звания Героя Социалистического Труда за «выдающиеся успехи в выполнении и перевыполнении планов 1973 года и принятых социалистических обязательств» с вручением ордена Ленина и золотой медали «Серп и Молот» (№ 16655).
После выхода на пенсию проживал в Донецке. Дата смерти не установлена.
Награды
- Герой Социалистического Труда
- Орден Ленина — дважды (04.05.1971; 1974)
- Орден Трудового Красного Знамени (23.06.1966)
- Орден Красной Звезды (12.06.1968)